# Sommarslöja
Sommarslöja (Gypsophila elegans) är en skir och gracil ört som hör till samma släkte som brudslöjan. Precis som brudslöjan odlas sommarslöja framför allt för sina blommor. Blommorna är vita och sitter på långa skaft i glesa knippen, vilket gör intrycket av växten luftig och elegant och den uppskattas som en dekorativ ettårig rabattväxt och till blomsterarrangemang. Den går att så från frö och trivs med kalkhaltig jord och soligt läge.

## Beskrivning
Sommarslöjan kan bli upp till 50 centimeter hög. Den har smala och upprätta stjälkar som grenar sig rikligt upptill. Bladen är ganska små och lansettlika eller ovala till formen. Frukten är en äggrund kapsel.

## Utbredning
Sommarslöjan är ursprungligen från Mindre Asien och Kaukasus. Då den under lång tid odlats av människan kan den även påträffas som förvildad på andra platser, mer eller mindre sällsynt eller tillfälligt.

## Etymologi
Sommarslöjans artepitet, elegans, är latin och har betydelsen "elegant" eller "förfinad".